# Ткачи малимбусы
Ткачи малимбусы (лат. Malimbus) — род птиц из семейства ткачиковых, объединяющий 10 видов.

## Этимология
Научное название роду ткачей малимбусов дал французский орнитолог Луи Жан Пьер Вьейо. Слово Malimbus происходит от названия вида Tanagra malimbica (современное название вида — Malimbus malimbicus (хохлатый малимбус)). В свою очередь, латинский эпитет malimbica происходит от слова Malimba или Malimbe — названия Кабинды (провинции Анголы). 

## Классификация
В состав рода входят следующие 10 видов:
- Malimbus ballmanni Wolters, 1974
- Malimbus cassini Elliot, 1859 — Болотный малимбус
- Malimbus coronatus Sharpe, 1906 — Красношапочный малимбус
- Malimbus erythrogaster Reichenow, 1893 — Краснобрюхий малимбус
- Malimbus ibadanensis Elgood, 1958 — Ибаданский малимбус
- Malimbus malimbicus (Daudin, 1802) — Хохлатый малимбус
- Malimbus nitens (J. E. Gray, 1831) — Синеклювый малимбус
- Malimbus racheliae (Cassin, 1857) — Малимбус Рэчела
- Malimbus rubricollis (Swainson, 1838) — Красношейный малимбус
- Malimbus scutatus (Cassin, 1849) — Красноспинный малимбус

К роду ткачей малимбусов ранее относили ещё и желтоногого ткача (Ploceus flavipes, syn. Rhonoploceus flavipes, syn. Malimbus flavipes), который в настоящее время находится в составе рода ткачей.